# Kardași, Petropavlivka
Kardași (în ucraineană Кардаші) este un sat în comuna Dmîtrivka din raionul Petropavlivka, regiunea Dnipropetrovsk, Ucraina.

## Demografie
Componența lingvistică a localității Kardași
     Ucraineană (93,66%)
     Rusă (3,9%)
     Alte limbi (0,49%)
Conform recensământului din 2001, majoritatea populației localității Kardași era vorbitoare de ucraineană (93,66%), existând în minoritate și vorbitori de rusă (3,9%) și armeană (1,95%).